# Сычевский сельсовет (Варгашинский район)
Сычевский сельсове́т — упразднённые административно-территориальная единица и муниципальное образование со статусом сельского поселения в Варгашинском районе Курганской области Российской Федерации.
Административный центр — село Сычево.

## История
В соответствии с Законом Курганской области от 6 июля 2004 года № 419 сельсовет наделён статусом сельского поселения.
Законом Курганской области от 18 января 2019 года N 2, Барашковский, Варгашинский, Лихачевский, Пичугинский, Поповский и Сычевский сельсоветы были упразднены, а их территории с 1 февраля 2019 года включены в состав Варгашинского поссовета.

## Население
| 1926 | 1989 | 2002 | 2010 | 2012 | 2013 | 2014 |
| ---- | ---- | ---- | ---- | ---- | ---- | ---- |
| 1958 | ↘504 | ↘483 | ↘423 | ↗435 | ↗463 | ↘454 |
| 2015 | 2016 | 2017 | 2018 | 2019 |      |      |
| ↗460 | ↘457 | ↗461 | ↗464 | ↘249 |      |      |

## Состав сельсовета
| № | Населённый пункт | Тип населённого пункта       | Население |
| - | ---------------- | ---------------------------- | --------- |
| 1 | Пестерево        | деревня                      | ↗43       |
| 2 | Роза             | посёлок                      | ↘34       |
| 3 | Сычево           | село, административный центр | ↘247      |
| 4 | Уфина            | деревня                      | ↘99       |